# La nit del cometa
La nit del cometa (Títol original: Night of the Comet) és una pel·lícula de ciència-ficció, comèdia i terror de 1984 dirigida per Thom Eberhardt i protagonitzada per Catherine Mary Stewart, Robert Beltran, i Kelli Maroney. Ha estat doblada al català.

## Argument
La terra passa pel camí de la cua d'un cometa la qual cosa fa que la vida animal i humana desaparegui en deshidratar-los fins a convertir-los en pols vermella. Regina (Catherine Mary Stewart) i Samantha (Kelli Maroney), dues germanes adolescents, salven la vida en passar la nit dins d'un contenidor metàl·lic. En despertar es troben que el món ha estat devastat i els que no van quedar totalment exposats s'han convertit en famolencs zombies.
Per sobreviure aprenen autodefensa i aconsegueixen armes de foc. Escolten la veu d'un locutor en una radioestació i van a la recerca d'ajuda. Pel camí es topen amb Hector Gomez (Robert Beltran), un altre supervivent. La seva sorpresa és gran en arribar a l'emissora i descobrir que es tracta d'un reproductor programat d'audio i utilitzen aquest mitjà per enviar un missatge d'auxili.
El seu missatge atreu l'atenció d'uns científics d'un think tank d'una espècie de govern subterrani, qui per no prendre les precaucions degudes resulten parcialment afectats, per la  qual cosa busquen supervivents sans per obtenir la seva sang i preparar un antídot. Regina és segrestada i alliberada pels seus amics, que maten alguns científics i aconsegueixen rescatar a altres supervivents sans.
El grup es consolida com una cèl·lula familiar, excepte Samantha que marxa amb un noi de la seva edat anomenat Danny Mason Keener. Danny és qui ha superat sempre a Regina en el vídeojoc Tempest al qual és addicta segons es mostra a l'inici de la història i aleshores es descobreix la veritable identitat de la inicials "DMK"

## Repartiment
- Catherine Mary Stewart: Regina Belmont.
- Kelli Maroney: Samantha Belmont.
- Robert Beltran: Hector Gomez.
- Sharon Farrell: Doris, madrastra de Reggie i Sam.
- Mary Woronov: Audrey White.
- Geoffrey Lewis: a Dr. Carter, el líder del think tank.
- Peter Fox: a Dr. Wilson, un dels científics.
- John Achorn: Oscar.
- Michael Bowen: Larry Dupree.
- Devon Ericson: Minder.
- Lissa Layng: Davenport.
- Janice Kawaye: Sarah, una noia rescatada.